# Prusy (Opatów)
Pour les articles homonymes, voir Prusy (homonymie).
Prusy est une localité polonaise de la gmina d'Ożarów, située dans le powiat d'Opatów en voïvodie de Sainte-Croix.